# Чхаидзе, Теймураз Нодарович
Теймураз Нодарович Чхаидзе (род. 2 января 1955, Ланчхути, Гурия) — советский футболист, полузащитник, грузинский тренер.
Воспитанник футбольной школы ДЮСШ Ланчхути, первый тренер Г. Дундуа. В 1973—1975, 1976 годах играл за дубль «Динамо» Тбилиси. В 1975, 1976—1987 годах выступал за «Гурию» Ланчхути, был капитаном команды. В первенстве СССР сыграл более четырёхсот матчей, забил 70 голов. В высшей лиге в 1987 году — 18 матчей, один гол.
Главный тренер (1993—1994), тренер (1994—1995) «Гурии», главный тренер «Металурги» Рустави (1999—2000).